# Eupelops silvestris
Eupelops silvestris är en kvalsterart som först beskrevs av Arthur P. Jacot 1937.  Eupelops silvestris ingår i släktet Eupelops och familjen Phenopelopidae. Inga underarter finns listade i Catalogue of Life.